# Горні-Штрбці
44°37′ пн. ш. 15°59′ сх. д. / 44.62° пн. ш. 15.98° сх. д.
Горні-Штрбці (хорв. Gornji Štrbci) — населений пункт у Хорватії, у Лицько-Сенській жупанії у складі громади Доній Лапаць.

## Населення
Населення за даними перепису 2011 року становило 18 осіб.
Динаміка чисельності населення поселення:

## Клімат
Середня річна температура становить 8,48 °C, середня максимальна – 22,28 °C, а середня мінімальна – -7,44 °C. Середня річна кількість опадів – 1276 мм.
| Клімат поселення                              | Клімат поселення | Клімат поселення | Клімат поселення | Клімат поселення | Клімат поселення | Клімат поселення | Клімат поселення | Клімат поселення | Клімат поселення | Клімат поселення | Клімат поселення | Клімат поселення | Клімат поселення |
| Показник                                      | Січ.             | Лют.             | Бер.             | Квіт.            | Трав.            | Черв.            | Лип.             | Серп.            | Вер.             | Жовт.            | Лист.            | Груд.            |                  |
| Середній максимум, °C                         | 6,08             | 7,24             | 10,44            | 14,40            | 19,02            | 22,28            | 22,15            | 21,77            | 18,09            | 14,13            | 8,64             | 4,47             |                  |
| Середня температура, °C                       | −0,68            | 0,49             | 3,68             | 7,63             | 12,25            | 15,52            | 17,76            | 17,38            | 13,69            | 9,74             | 4,24             | 0,08             |                  |
| Середній мінімум, °C                          | −7,44            | −6,29            | −3,09            | 0,86             | 5,48             | 8,74             | 13,37            | 12,98            | 9,30             | 5,35             | −0,15            | −4,32            |                  |
| Норма опадів, мм                              | 88               | 91               | 98               | 110              | 99               | 101              | 81               | 88               | 118              | 131              | 150              | 121              |                  |
| Середньомісячна швидкість вітру, м/с          | 1.86             | 1.99             | 2.24             | 2.22             | 2.04             | 1.78             | 1.76             | 1.66             | 1.73             | 1.84             | 1.98             | 2.06             |                  |
| Середньомісячна сонячна радіація, кДж/м²·день | 4662             | 7382             | 10866            | 15306            | 19282            | 21346            | 22931            | 19867            | 14819            | 9522             | 5165             | 3897             |                  |
| --------------------------------------------- | ---------------- | ---------------- | ---------------- | ---------------- | ---------------- | ---------------- | ---------------- | ---------------- | ---------------- | ---------------- | ---------------- | ---------------- | ---------------- |
| Джерело:                                      |                  |                  |                  |                  |                  |                  |                  |                  |                  |                  |                  |                  |                  |